# Kongos
Kongos (стилизовано как KONGOS) — южноафриканская рок-группа, состоящая из четырёх братьев: Джонни, Джесси, Дэниела и Дилана Конгос.

## История группы
Братья Конгос провели своё детство в ЮАР и в Великобритании, а в данный момент пишут музыку и записывают альбомы в Финиксе, США. Их отец, Джон Конгос — известный южноафриканский исполнитель, чьи альбомы расходились большими тиражами и занимали престижные места в чартах, а наиболее известен он своими хитами 1971 года «He’s Gonna Step on You Again» и «Tokoloshe Man». Братья с детства были окружены музыкой и звукозаписью, что и повлияло на их дальнейшую карьеру, в 2007 году они выпустили свой дебютный одноимённый альбом.
По состоянию на начало 2017 года группа выпустила 3 студийных альбома. После того, как в 2014 году песни группы начали набирать популярность в США, а сингл «Come with Me Now» стал использоваться в рекламных роликах, телешоу и фильмах, KONGOS подписали контракт с лейблом Epic Records и в конце января 2014 года их второй студийный альбом Lunatic был выпущен повторно.
Наиболее известная песня группы — «Come with Me Now». Она занимала 1 место в чарте Alternative Songs, 2 место в чарте Rock Songs, входила в топ-10 Canadian Hot 100. Клип на эту песню имеет более 100 миллионов просмотров на YouTube.

## Состав группы
- Дилан Конгос: бас-гитара, слайд-гитара, вокал, бэк-вокал
- Джесси Конгос: барабаны и ударные, вокал, бэк-вокал
- Дэниел Конгос: гитара, бэк-вокал
- Джонни Конгос: аккордеон, клавишные, бэк-вокал

## Дискография

### Студийные альбомы
- KONGOS (2007)
- Lunatic (2014)
- Egomaniac (2016)
- 1929: PART 1 (2019)
- 1929 Pt. 2 (2019)
- 1929 Pt. 3 (2022)

### Синглы
| Сингл                                                                       | Год  | Позиция | Позиция | Позиция | Позиция | Позиция  | Позиция | Сертификация                     | Альбом    |
| Сингл                                                                       | Год  | AUS     | CAN     | US      | US Alt. | US Main. | US Rock | Сертификация                     | Альбом    |
| --------------------------------------------------------------------------- | ---- | ------- | ------- | ------- | ------- | -------- | ------- | -------------------------------- | --------- |
| «I’m Only Joking»                                                           | 2011 | —       | —       | —       | 11      | 28       | 24      |                                  | Lunatic   |
| «Come With Me Now»                                                          | 2011 | 94      | 7       | 31      | 1       | 14       | 2       | - MC: 2× Платина - RIAA: Платина | Lunatic   |
| «I Want To Know»                                                            | 2012 | —       | —       | —       | 37      | —        | —       |                                  | Lunatic   |
| «Escape»                                                                    | 2012 | —       | —       | —       | —       | —        | —       |                                  | Lunatic   |
| «Sex On The Radio»                                                          | 2012 | —       | —       | —       | —       | —        | —       |                                  | Lunatic   |
| «Take It From Me»                                                           | 2016 | —       | —       | —       | 9       | —        | 16      |                                  | Egomaniac |
| «The World Would Run Better»                                                | 2016 | —       | —       | —       | 48      | —        | —       |                                  | Egomaniac |
| «—» означает, что альбом не попал в чарт или не издавался в данном регионе. |      |         |         |         |         |          |         |                                  |           |

### Видеоклипы
- I’m Only Joking (2011)
- Come with Me Now (2012)
- Escape (2012)
- Traveling On (2012)
- Hey I Don’t Know (2012)
- I Want to Know (2015)
- Take It From Me (2016)
- I Don’t Mind (2017)
- Everything Must Go (2018)